# Danny Carey
Daniel Edwin „Danny“ Carey (* 10. května 1961 Kansas) je americký bubeník progresivně metalové skupiny Tool. Také spolupracoval na albech umělců jako např. ZAUM, Green Jelly, Pigface, Skinny Puppy, Adrian Belew z King Crimson, Carole King, Collide, The Wild Blue Yonder, Lusk a The Melvins.